# Frantz Howitz
 Ikke at forveksle med dennes onkel, lægen Frantz Gotthard Howitz (1789-1826)
 Ikke at forveksle med Frantz Howitz (journalist).
Frantz Johannes August Carl Howitz (født 7. december 1828 på Klintholm, Møn, død 23. december 1912 på Frederiksberg) var en dansk kirurg og gynækolog, bror til ingeniøren Georg Howitz.
Howitz var overlæge på Frederiksberg Hospital 1869-1903 og var Nordens første gynækolog. I 1898 var han med til at grundlægge Dansk Selskab for Obstetrik og Gynækologi. I 1863 udførte han Danmarks første bughuleoperation, og i 1891 påviste han, at indtagelse af skjoldbruskkirtler fra kalve havde en helbredende effekt på patienter med lavt stofskifte.
I 1896 tog han initiativ til at stifte Frederiksberg Fødehjem (også kaldet Frantz Howitz’ Fødehjem) på den daværende Lampevej på Frederiksberg. I 1907 blev vejen omdøbt til Howitzvej opkaldt efter Frantz Howitz.
Frantz Howitz var udtalt modstander af kvinders boglige uddannelse. Han advarede om, at en kvindes æggestokke ikke kunne udvikle sig samtidigt med hendes hjerne. Danmarks første kvindelige universitetsstuderende og senere landets første kvindelige læge, Nielsine Nielsen, beskriver i sine erindringer sit arbejde under Howitz: "Han præsenterede mig for besøgende læger som Frøken Halv-Doktor, og fandt i alle mulige ting udsættelser, endog i min meget enkle klædedragt, og efterhånden genlød det fra mine venner og bekendte citater og udtalelser, som det havde moret ham at udforme over mig."
Han var Kommandør af 1. grad af Dannebrog og Dannebrogsmand. Howitzvej på Frederiksberg blev opkaldt efter ham allerede i hans levetid, i 1905.
Han er begravet på Solbjerg Parkkirkegård.